# Centro Cívico e Recreativo José Boiteux
O Centro Cívico e Recreativo José Boiteux foi uma associação negra fundada em 20 de janeiro de 1920 na cidade de Florianópolis, Santa Catarina. Em 1924 mudou de nome para Centro Cívico e Recreativo Cruz e Souza. As últimas notícias sobre seu funcionamento aparecem em jornais de 1927.

## História
Assim como outras associações negras da época, o Centro Cívico e Recreativo foi criado com o objetivo de congregar as famílias negras da cidade em um momento em que o racismo científico ainda era muito presente na sociedade e a exclusão da população negra dos espaços públicos e privados era comum. No seu estatuto constava ser: "uma associação exclusivamente de homens de cor, criada com o fim de levantar em umas das praças públicas de Florianópolis, a herma do saudoso e imortal poeta Cruz e Sousa e para proporcionar aos seus associados a instrução cívica e literária e recrear os mesmos e suas respectivas famílias". 
O Centro Cívico e Recreativo José Boiteux chegou a contar com mais de oitenta sócios, dentre eles tipógrafos, arquivistas, jornalistas, escritores, poetas, trabalhadores portuários e da construção civil. Realizava reuniões frequentes, nas quais celebrava datas e símbolos nacionais e inaugurava retratos em homenagem a personalidades catarinenses. Uma das principais datas comemoradas era o 13 de Maio em referência à abolição da escravidão. A associação, cuja sede permaneceu por muito tempo na Praça Getúlio Vargas, no centro da cidade, montou uma biblioteca e organizou cursos de alfabetização livres e gratuitos. Também realizava celebrações recreativas, como festas juninas, pic-nics e excursões. 
Seus primeiros presidentes foram Trajano Margarida e Ildefonso Juvenal. Ao longo de sua existência o Centro Cívico aproximou-se do então Governador Hercílio Luz. Em novembro de 1920, uma moção de apoio assinada pelos membros do Centro foi enviada ao governador para apoiar sua candidatura à reeleição, sendo publicada no jornal República sob o título: Importantes Adesões.